# Pierre Robert (homme politique, 1875-1957)
Pour les articles homonymes, voir Pierre Robert et Robert.
Claude Pierre Robert, né à Montbrison le 17 mai 1875 et mort à Paris le 29 octobre 1957, est un avocat et homme politique français.

## Biographie
Avocat de formation, député de la Loire de 1914 à 1927, puis sénateur de la Loire de 1927 à 1940, il s'intéresse très tôt au PTT. Il est Sous-secrétaire d'État aux Postes et Télégraphes du 14 juin 1924 au 16 avril 1925 dans le Gouvernement Édouard Herriot (1). Après la chute de ce gouvernement, il s'implique beaucoup moins dans la vie parlementaire.
Le 10 juillet 1940, il s'abstient lors du vote des pleins pouvoirs au maréchal Pétain.

## Sources
- « Pierre Robert (homme politique, 1875-1957) », dans le Dictionnaire des parlementaires français (1889-1940), sous la direction de Jean Jolly, PUF, 1960 [détail de l’édition]